# Chauchat
Chauchat (celým jménem Fusil Mitrailleur Modèle 1915 CSRG) byla francouzská automatická zbraň používaná za první světové války. Názory na zařazení této zbraně se různí, někdy je považována za automatickou pušku podobně jako BAR, jindy za lehký kulomet. Chauchat plnil funkci podpůrné zbraně pěchoty s dvoučlennou obsluhou tvořenou střelcem a jeho pomocníkem. Od roku 1917 se změnila taktika a chauchat byl používán v čtyřčlenných skupinách.

## Historie
Chauchat vznikl ve vývojovém středisku zbraní francouzské armády pod vedením Louise Chauchata a Charlese Suttera mezi léty 1903 a 1910. Zbraň byla vyráběna mezi léty 1913 a 1914 ve zbrojovce Manufacture d'armes de Saint-Étienne (MAS), celkem bylo vyrobeno cca 100 kusů, které se na začátku války používaly pro svou nízkou hmotnost jako výzbroj letadel. Když vypukla válka, potýkala se francouzská armáda s nedostatkem lehkých samočinných zbraní, rozhodnutí proto padlo na vyzkoušenou zbraň s jednoduchou konstrukcí, kterou mohly vyrábět i továrny bez zkušeností s konstrukcí zbraní.

## Konstrukce
Zbraň fungovala na principu dlouhého zákluzu hlavně a střílí z otevřeného závěru. Závěr byl uzamčen otočným závorníkem s dvojicí ozubů. Z Chauchatu bylo možné střílet dávkou i jednotlivými ranami. Pro masovou válečnou produkci zbraň předurčovala jednoduchá konstrukce a nízká cena. Je vybaven sklopnou dvojnožkou a má 20 raný jednořadý zásobník nábojů ve tvaru půlměsíce.

## Hodnocení zbraně
Chauchat je někdy považován za nejhorší kulomet v historii, ačkoli toto tvrzení není zcela oprávněné, neboť se vyráběl v obrovských počtech a to i po válce. Největší slabinou zbraně byl zásobník, který byl z příliš tenkého plechu a snadno mohlo dojit k deformaci buď těla zásobníku, nebo jeho vývodek. Další nevýhodu zásobníku byla příliš slabá pružina, proto někteří vojáci raději nabíjeli do zásobníku jen 16 nábojů. Dva velké otvory na pravé straně zásobníku, které měly umožnit snadnou kontrolu stavu střeliva, byly zcela nevhodné pro zákopové boje během nichž jimi do zbraně vnikaly nečistoty, které způsobily většinu všech selhání zbraně. Po zhruba 300 ranách nepřetržité palby došlo k teplotnímu roztažení chladiče obepínajícího hlaveň, který se přichytil k plášti hlavně a zbraň se zasekla.